# The Resistance
The Resistance je peti studijski album engleskog alternativnog rock sastava Muse, objavljen je u Europi 14. rujna 2009., te u Sjevernoj Americi 15. rujna 2009.
Po objavljivanju album se popeo na vrhu ljestvica albuma u 19 zemalja. Debitirao je na broju 3 na Billboard 200 ljestvici, s prodanih 128.000 primjeraka. Time je nadmašio prethodni album grupe Muse Black Holes and Revelations u odnosu prodanih albuma u svojom prvom tjednu prodaje u Velikoj Britaniji za oko 148.000 primjeraka, diljem svijeta za 479.000 primjeraka. Kritičari su se uglavnom pozitivno izjašnjavali o albumu, s mnogo hvale glede ambicioznosti albuma i klasične glazbenih utjecaja na njega. Album su producirali članovi sastava, mikser je bio Mark Stent. Prvi singl s albuma "Uprising" objavljen je 7. rujna 2009., drugi singl "Undisclosed Desires" objavljen je 16. studenog 2009. "The Resistance" je objavljen kao treći singl s albuma 22. veljače 2010., a iako nije postigao uspjeh svojih prethodnika, dosegao je broj jedan u Velikoj Britaniji na ljestvici "UK Chart Rock" i postao drugi Top 40 hit na britanskoj ljestvici "UK Singles Chart".